# Астраханський трамвай
Астраханський трамвай - ліквідована трамвайна мережа у місті Астрахань, Росія. Була в експлуатації у 1900 - 2007 роках.

## Історія
Трамвайна мережа в Астрахані побудована і відкрита бельгійською компанією Tramways d'Astrakhan 24 червня 1900 і була вузькоколійною (1000 мм). З квітня 1919 року по квітень 1922 року, трамвайний рух припинявся через Громадянську війну. Вузька колія діяла до 1959 року, коли вся мережа була перешита на колію 1524 мм. Роботи по перешвці тривали у 1952 - 1959 роках. Трамвайну мережу було закрито 25 липня 2007 року, на той час діяло 2 маршрути, які обслуговували 42 вагони.

## Рухомий склад на 2007 рік
- KTM-5 - 12 шт
- KTM-5A - 20 шт
- KTM-8K - 13 шт
- KTM-8KM - 2 шт

## Ресурси Інтернету
- Фотографии Астраханского трамвая [Архівовано 25 листопада 2015 у Wayback Machine.] на СТТС
- Фотографии Астраханского трамвая на сайте «Трамвайные и троллейбусные сети России»
- По следам Астраханского трамвая
- Астраханский трамвай — сто лет без остановок (интервью, 2000 г.)